# Caicós
Os Caicós foram um povo indígena brasileiro que habitou a região do Seridó, entre a Paraíba e o Rio Grande do Norte. Pertenciam à grande etnia Kariri e falavam uma língua do tronco macro-jê.
Por volta de 1700, batedores da Capitania da Paraíba chegaram à região e partiram em atroz perseguição aos aldeamentos dos indígenas. Depois de lutas sangrentas, os Caicós se renderam e os indivíduos que restaram foram transferidos para o litoral potiguar, deixando sua antiga área aberta à chegada dos conquistadores (pecuaristas e agricultores).
Segundo estudiosos em povos indígenas, o termo caa e ico, da língua macro-jê, e significa  «mato ralo» ou «mato (ou folha) nocivo».